# Depresión tardía
La depresión tardía se refiere a un episodio depresivo mayor que se presenta por primera vez en una persona mayor (generalmente de más de 50 o 60 años de edad). Los problemas médicos concurrentes y las menores expectativas funcionales de los pacientes ancianos a menudo ocultan el grado de deterioro. Por lo general, los pacientes ancianos con depresión no manifiestan un estado de ánimo deprimido, sino que presentan síntomas menos específicos, como insomnio, anorexia y fatiga.  Las personas mayores a veces descartan la depresión menos grave como una respuesta aceptable al estrés de la vida o una parte normal del envejecimiento.

## Los síntomas
Para cumplir con los criterios de un episodio depresivo mayor, un paciente debe tener cinco de estos nueve síntomas casi todos los días durante al menos dos semanas.
1. Estado de ánimo deprimido o triste
2. Anhedonia (pérdida de interés en actividades placenteras)
3. Trastornos del sueño (aumento o disminución del sueño)
4. Alteración del apetito (aumento o disminución del apetito) típicamente con cambio de peso
5. Perturbación de la energía (aumento o disminución del nivel de energía / actividad), generalmente fatiga
6. Mala memoria o concentración
7. Sentimientos de culpa o inutilidad.
8. Retraso o agitación psicomotora (un cambio en la velocidad mental y física percibida por otras personas)
9. Pensamientos de desear estar muertos; ideas suicidas o intentos de suicidio.

## Causas
Se desconocen los cambios exactos en la química cerebral y la función que causan la depresión de inicio tardío. Sin embargo, se sabe que los cambios cerebrales pueden ser desencadenados por el estrés de ciertos eventos de la vida como la enfermedad, el parto, la muerte de un ser querido, las transiciones de la vida (como la jubilación), los conflictos interpersonales o el aislamiento social. Los factores de riesgo para la depresión en personas de edad avanzada incluyen antecedentes de depresión, enfermedad médica crónica, sexo femenino, ser soltero o divorciado, enfermedad cerebral, abuso de alcohol, uso de ciertos medicamentos y eventos estresantes de la vida. 

## Tratamiento
El tratamiento es efectivo en aproximadamente el 80% de los casos identificados, cuando se proporciona el tratamiento. El manejo eficaz requiere un enfoque biopsicosocial, que combine farmacoterapia y psicoterapia. La terapia generalmente resulta en una mejor calidad de vida, una mayor capacidad funcional, una posible mejora en el estado de salud médica, una mayor longevidad y menores costos de atención médica. La mejora debe ser evidente después de dos semanas del inicio de la terapia, pero los efectos terapéuticos completos pueden requerir varios meses de tratamiento. La psicoterapia y la medicación son los dos enfoques de tratamiento primario. La terapia para pacientes mayores debe continuarse durante períodos más prolongados que los que se utilizan normalmente en pacientes más jóvenes.

### Psicoterapia
Las terapias psicológicas se recomiendan para pacientes ancianos con depresión debido a la vulnerabilidad de este grupo a los efectos adversos en el uso de medicamentos y las altas tasas de problemas médicos. Los enfoques psicoterapéuticos incluyen la terapia cognitiva conductual, la psicoterapia de apoyo, la terapia de resolución de problemas y la terapia interpersonal.  El beneficio potencial de la psicoterapia no disminuye al aumentar la edad. Los adultos mayores a menudo cumplen mejor el tratamiento, con respuestas más positivas a la psicoterapia que los pacientes más jóvenes. La consulta con un geropsicólogo clínico es útil. 

### Farmacoterapia
La farmacoterapia para los episodios agudos de depresión generalmente es eficaz y no presenta complicaciones. La infrautilización o el uso indebido de los antidepresivos y la prescripción de dosis inadecuadas son los errores más comunes que cometen los médicos al tratar a pacientes ancianos por depresión. Solo del 10% al 40% de los pacientes ancianos deprimidos reciben medicamentos. Se pueden usar diferentes tipos de antidepresivos, como los ATC ( antidepresivos tricíclicos ), los ISRS y los IMAO , pero aún se necesitan más estudios sobre las recomendaciones de los CCT. Los antidepresivos, en general, también pueden funcionar al desempeñar un papel neuroprotector en la forma en que alivian la ansiedad y la depresión. Se piensa que los antidepresivos pueden aumentar los efectos de los receptores cerebrales que ayudan a las células nerviosas a mantener la sensibilidad al glutamato, que es un compuesto orgánico de un aminoácido no esencial. Este mayor apoyo de las células nerviosas disminuye la sensibilidad al glutamato, brindando protección a las áreas clave del cerebro relacionadas con la depresión.  Los medicamentos antidepresivos son a menudo la primera opción de tratamiento para adultos con depresión moderada o severa, a veces junto con psicoterapia. El efecto terapéutico más prometedor se logra cuando el tratamiento continúa durante al menos seis semanas.  Aunque los antidepresivos pueden no curar la depresión, pueden conducir a la remisión, que es la desaparición o la reducción casi completa de los síntomas de la depresión.

## Epidemiología
La depresión mayor es un trastorno mental caracterizado por un estado de ánimo bajo que lo abarca todo, acompañado de una baja autoestima y pérdida de interés o placer en actividades que normalmente se disfrutan. Casi cinco millones de los 31 millones de estadounidenses que tienen 65 años o más están clínicamente deprimidos, y un millón tienen depresión mayor. Aproximadamente el 3% de las personas mayores sanas que viven en la comunidad tienen depresión mayor. La recurrencia puede ser tan alta como el 40%. Las tasas de suicidio son casi dos veces más altas en pacientes deprimidos que en la población general. La depresión mayor es más común en pacientes con enfermedades médicas mayores de 70 años y hospitalizados o institucionalizados.  Las enfermedades graves o crónicas asociadas con altas tasas de depresión incluyen apoplejía (30 a 60%), enfermedad coronaria (8 a 44%), cáncer (1 a 40%), enfermedad de Parkinson (40%), enfermedad de Alzheimer (20 a 40) %), y demencia (17–31%).
La depresión menor es un trastorno depresivo clínicamente significativo que no cumple con el criterio de duración o el número de síntomas necesarios para el diagnóstico de depresión mayor. La depresión menor, que es más común que la depresión mayor en pacientes ancianos, puede seguir a un episodio depresivo mayor.  También puede ser una reacción a los factores estresantes normales en poblaciones mayores. El 15 al 50% de los pacientes con depresión menor desarrollan depresión mayor en dos años.

## Investigación
Las imágenes cerebrales ( MRI funcional / estructural) pueden ayudar a dirigir la búsqueda de anomalías microscópicas en la estructura cerebral y la función responsable de la depresión en la edad avanzada. En última instancia, las tecnologías de imágenes pueden servir como herramientas para el diagnóstico temprano y el subtipo de la depresión.